# オノウン島
オノウン島（Onoun）は太平洋西部カロリン諸島ナモヌイト環礁最西部の島
。旧称 Ulul（オロール、ウルル）島でも知られている。ミクロネシア連邦のチューク州に属しており、島の自体が自治体になっている。
島内に滑走路が存在し、州都のウェノとの間でカロリン諸島航空社が定期的に飛行している。島内には学校、自治体庁舎のほか住宅や第2次世界大戦中に築かれた要塞の遺構が存在する。

## 註
1. ↑  Oceandots - Namonuito Atoll - ウェイバックマシン（2010年12月23日アーカイブ分）
2. ↑  Statoids.com, retrieved December 8, 2010]